# Podlesie (Lelów)
Podlesie ist eine Ortschaft mit einem Schulzenamt der Landgemeinde Lelów im Powiat Częstochowski der Woiwodschaft Schlesien in Polen.

## Geschichte
Im 13. Jahrhundert war das Dorf wahrscheinlich in einem ritterlichen Besitztum. Die Pfarrei Podlesse wurde im Peterspfennigregister des Jahres 1326 im Dekanat Irządze (Idzrandza) des Bistums Krakau gelistet. Der Ortsname bezeichnet einen Ort unter (pod) einem Wald (las[em]).
Politisch gehörte der Ort zum Königreich Polen (ab 1569 in der Adelsrepublik Polen-Litauen), Woiwodschaft Krakau, Kreis Lelów. In der Zeit der Reformation war die Holzkirche in kalvinistischen Händen.
Nach der dritten Teilung Polens von 1795 gehörte das Dorf bis 1807 zu Neuschlesien. 1807 kam es ins Herzogtum Warschau und 1815 ins neu entstandene russisch beherrschte Kongresspolen.
Nach dem Ende des Ersten Weltkriegs kam Podlesie zu Polen, Woiwodschaft Kielce. Unterbrochen wurde dies nur durch die Besetzung Polens durch die Wehrmacht im Zweiten Weltkrieg. Es gehörte dann zum Generalgouvernement.
Von 1975 bis 1998 gehörte Podlesie zur Woiwodschaft Częstochowa.

## Sehenswürdigkeiten

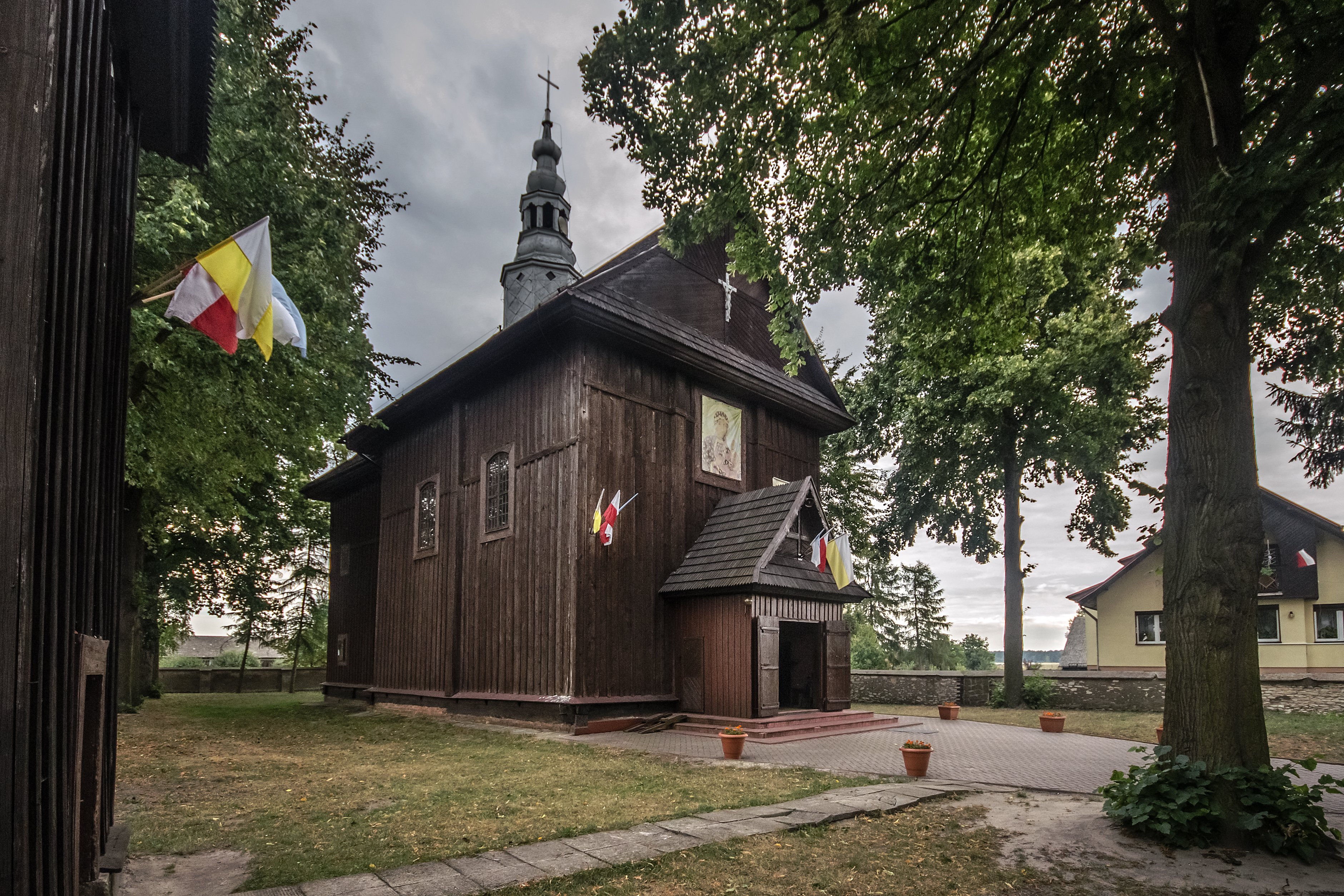
Holzkirche

- Holzkirche aus dem Jahr 1728, noch im 18. Jahrhundert stark umgebaut;